# Paolo Vidoz
Paolo Vidoz, född 21 augusti 1970 i Gorizia, Italien, är en italiensk boxare som tog OS-brons i supertungviktsboxning 2000 i Sydney. Han har tagit ett EM-silver och två VM-brons i amatörboxning.